# Limoeiro (Pernambuco)
Limoeiro é um município brasileiro situado no estado de Pernambuco. Localizado na Região Intermediária do Recife e na Região Imediata de Limoeiro, possui uma área de 277,54 km². Sua padroeira é Nossa Senhora da Apresentação.

## História
De acordo com uma velha lenda, Limoeiro foi uma aldeia de índios Tupis, numa região com muitos limoeiros (pés de limão), o que justifica o nome da cidade. Na história da fundação de Limoeiro, a origem do seu nome foi graças a um padre com o nome de Ponciano Coelho, que teria chegado à região para catequizar os índios. Conta-se que um dia chegou para morar perto de Limoeiro, em Poço do Pau, um português que tinha por nome Alexandre Moura, trazendo consigo a imagem de Nossa Senhora da Apresentação, imagem essa que atraía os índios. Alexandre Moura construiu perto de sua residência uma igrejinha, onde colocou a imagem da referida santa, que tinha missas celebradas pelo Pe. Ponciano Coelho, e organizando festas, sendo isso atração para as famílias que começaram a morar na localidade, ficando mais perto do movimento religioso.
Presume-se que o Pe. Ponciano Coelho fizera desaparecer a imagem de Nossa Senhora da Apresentação da Capela de Poço do Pau para Limoeiro, aldeia indígena onde hoje se ergue a torre da igreja matriz, marco da fundação do povoado chamado Limoeiro de Nossa Senhora da Apresentação. Pode-se acreditar que a antiga aldeia de índios, hoje, Limoeiro, foi fundada pelos padres Manuel dos Santos e João Duarte do Sacramento, em 1711.
De acordo com o escritor limoeirense Antônio de Souza Vilaça:
| “ | “Poder-se-ia dar guarida à lenda do Pe. Ponciano anteriormente contada, contudo se sabe que antes disso, ao aldeamento já se dera o nome de Limoeiro. Talvez o Pe. João Duarte do sacramento ou o Pe. Manuel dos Santos, os primeiros que cuidaram da catequese, sejam os responsáveis pelo sugestivo nome. Entretanto, consta de velho documento que o conde Maurício de Nassau ao relacionar as aldeias de sua jurisdição, Limoeiro, encabeçava a lista”. | ” |

Em 1752, o Pe. Ponciano Coelho recebeu a carta de Sesmaria, e Limoeiro cresceu deixando de ser aldeia de índios. A Sesmaria de Limoeiro se estendia desde o atual município de Feira Nova até o município Santa Cruz do Capibaribe e desde o município de Macaparana até o atual município de Passira. O extenso território foi perdido através de inúmeras emancipações políticas, que deram origem a 16 municípios.

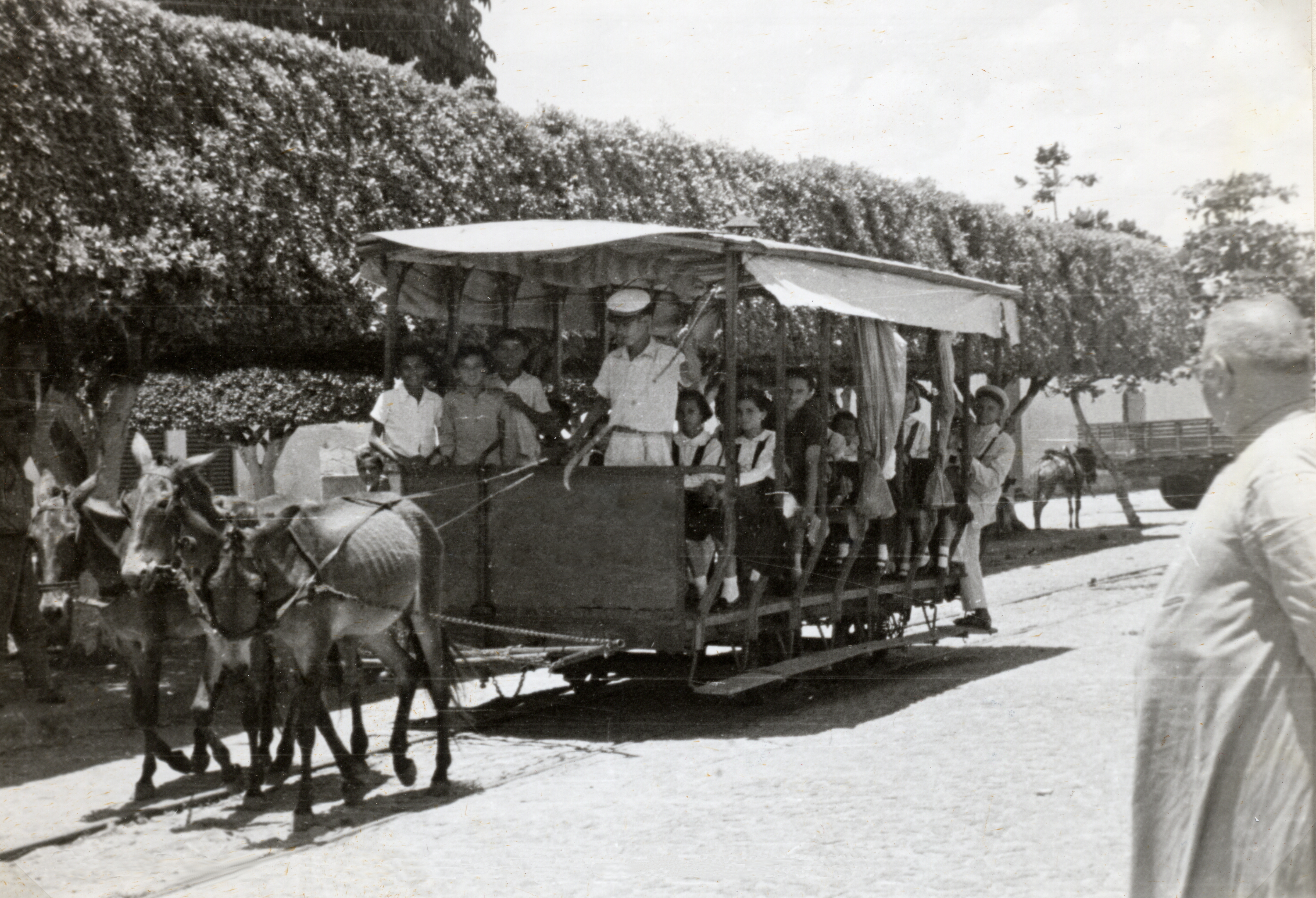
Bonde de tração animal em 1951.

| “ | “No dia 6 de abril de 1893, Limoeiro passou a cidade, e como cidade a mesma teve seu primeiro prefeito Antônio José Pestana, seu primeiro Vigário Pe. Bartolomeu da Rocha. Neste dia se comemora a Emancipação Política de Limoeiro”. | ” |

## Economia
Uma das principais feiras de gado da região, ocorre semanalmente em Limoeiro. Organizada pela Sociedade dos Criadores de Limoeiro, a feira movimento aproximadamente R$ 1 milhão com a venda de 500 animais, em média.

## Geografia

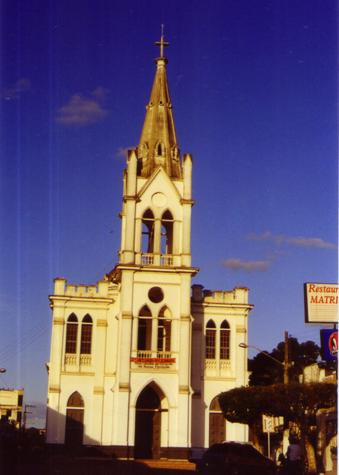
Igreja matriz.

### Clima
O clima do município é do tipo tropical sub-úmido, com período chuvoso nos meses de outono e inverno, entre março e agosto. O período seco ocorre nos meses de primavera e verão, entre setembro e fevereiro. A média anual de precipitações é de aproximadamente 1.000 mm.
Média de precipitação mensal e anual em mm (milímetros) segundo dados da Apac (Agência Pernambucana de Águas e Clima) e do Ipa (Instituto Agronômico de Pernambuco):
- Janeiro    - 52,3 mm
- Fevereiro  - 64,1 mm
- Março      - 86,30 mm
- Abril      - 113,2 mm
- Maio       - 135,5 mm
- Junho      - 166,7 mm
- Julho      - 141,8 mm
- Agosto     - 77,1 mm
- Setembro   - 39,9 mm
- Outubro    - 16,7 mm
- Novembro   - 17,2 mm
- Dezembro   - 28,6 mm

Anual - 939,4 mm

### Hidrografia
O município está inserido na bacia do Rio Capibaribe, com duas pontes o cruzando.

### Vegetação
Na região onde Limoeiro está localizado a predominância e da Caatinga arbórea. Encontramos também árvores típicas da Mata Atlântica.

### Relevo
O município está localizado na unidade geoambiental do Planalto da Borborema.

### Localização
Localiza-se a uma latitude 07º52'29" sul e a uma longitude 35º27'01" oeste, estando a uma altitude de 138 metros.

### Limites municipais
- Norte: Vicência e Buenos Aires
- Sul: Salgadinho, Passira e Feira Nova
- Oeste: Bom Jardim e João Alfredo
- Leste: Carpina e Lagoa do Carro

### Divisão Distrital
Distrito-sede, Urucuba e Mendes.

### Povoados
Gameleira, Mendes, Cedro, Pitombeira e Ribeiro do Mel.

## Política

### Executivo
Seu atual prefeito é Orlando Jorge Pereira de Andrade Lima para a gestão 2021/2024.

### Símbolos municipais
Os símbolos da cidade de Limoeiro são a bandeira municipal, o brasão municipal e o hino municipal.
O escritor paraibano Ariano Vilar Suassuna é o responsável pela criação da bandeira do município de Limoeiro.

### Lista de ex-prefeitos
- Antônio José (1893-1895)
- Firmino José da Silva (1895-1898)
- Antônio Vieira de Moura Vasconcelos (1898-1902)
- Luiz José da Silva (1902-1905)
- Júlio Cassiano Pestana da Silva (1905-1910)
- Afonso de Sá e Albuquerque (1910-1913)
- Pedro de Souza Lemos (1913-1916)
- Severino Marques de Queiroz Pinheiro (1916-1920)
- Francisco Heráclio do Rêgo (1920-1922)
- Manoel de Aquino e Albuquerque (1922-1925)
- José Heráclio do Rêgo (1925-1928)
- Severino Marques de Queiroz Pinheiro (1928-1930)
- Gerôncio Quintero (1930)
- Cícero Barreto Coutinho da Silveira (1930)
- Davino de Sena (1930-1931)
- João Paulo Barbosa Lima (1931-1933)
- Manoel Gomes Maranhão (1933-1934)
- João Marinho Falcão (1934-1935)
- José Braz Pereira de Lucena (1935-1936)
- Severino de Vasconcelos Aragão (1936)
- Raimundo Moura Filho (1936-1937)
- Francisco de Albuquerque Leal (1937-1938)
- José Donino da Costa Lima (1938-1944)
- Manoel Cândido Carneiro da Silva (1944-1945)
- Adauto Nicolau Pimentel (1945)
- Prisciliano Pereira de Morais (1945-1946)
- Severino Mendes de Araújo Pereira (1946-1947)
- Argenor Maerinck Freire (1947)
- Francisco de Morais Heráclio (1947-1950)
- Antônio de Souza Vilaça (1950-1951)
- Manuel Gonçalves de Lima (1951)
- Eulino Barbosa (1951-1955)
- Francisco de Morais Heráclio (1955-1957)
- Lívio Teobaldo de Vasconcelos Azevedo (1957-1959)
- João Heráclio Duarte (eleito em 1959)
- Seráfico Ricardo da Silva (1959-1963)
- Adauto Heráclio Duarte (1963-1969)
- José Antônio Correa de Paula (1969-1973)
- Artur Correia de Oliveira (1973-1977)
- Adauto Heráclio Duarte (1977-1983)
- José Artur Teobaldo Cavalcanti (1983-1989)
- José Xavier Quirino (1989-1993)
- José Artur Teobaldo Cavalcanti (1993-1997)
- Luís Heráclio do Rêgo Sobrinho (1997-2005)
- Luis Raimundo Medeiros Duarte (2005-2009)
- Ricardo Teobaldo Cavalcanti (2009-2014)
- Thiago Cavalcanti ( 2014-2016 )
- João Luís Ferreira Filho (2017-2020)[9]

## Educação
No que diz respeito à educação básica, a cidade possui escolas e colégios municipais, estaduais e particulares e a GRE do Vale do Capibaribe.

### Escolas particulares
- Colégio Convergente
- Colégio 3º Milênio
- Colégio Regina Coeli
- Colégio Santa Mônica
- Educandário Reino Feliz
- Escolinha do Mickey
- Escola Cônego Fernando Passos
- Escola Nossa Senhora de Fátima
- Escola Criatividade
- 3º Milênio Kids
- Educandário Beatriz França
- Potencial Colégio e Cursos
- Escola Instituto Ariádnes
- Escola Divina Sabedoria
- Escola Maria Clara
- Escola Érico Veríssimo
- Escola Josefa Barbosa da Silva - Vovó Santinha

### Escolas públicas
- Escola Ginásio de Limoeiro Arthur Correia de Oliveira
- Escola Profª Jandira de Andrade Lima (CERU)
- ETE José Humberto de Moura Cavalcanti
- EREM Austro Costa
- Escola São Francisco
- EREM Dr. Sebastião de Vasconcelos Galvão
- Escola Nossa Senhora dos Anjos
- Escola Seráfico Ricardo
- Centro de Educação Infantil Profª Suzel Galiza
- Escola Salomão Ginsburg

No âmbito do ensino superior conta com a Faculdade de Ciências da Administração de Limoeiro/Faculdade de Ciências Jurídicas de Limoeiro (FACAL/FACJUL), a Universidade Aberta do Brasil (UAB), que engloba quatro instituições de ensino: Instituto Federal de Pernambuco (IFPE), Universidade Federal de Pernambuco (UFPE), Universidade Federal Rural de Pernambuco (UFRPE) e a Universidade Federal da Paraíba (UFPB).

## Saúde
O município possui o Hospital Regional José Fernandes Salsa, a Casa de Saúde e Maternidade de Limoeiro (Valimagem), Posto de Saúde Municipal, UPAE (Unidade de Pronto Atendimento de Emergência), SAMU 24H, entre outros consultórios públicos e particulares.
É no município de Limoeiro que está a II GERES (Gerência Regional de Saúde).

## Cultura

### Gastronomia
Sua alimentação típica é caracterizada pela pamonha, canjica, munguzá, milho assado e cozido durante o período de junho a agosto. Possui as típicas culinárias regionais nordestinas, assegurando sua estrutura de intensa brasilidade. Assim, encontra-se facilmente em Limoeiro vários preparos de origem afro-descendente como sarapatel, buchada de bode, rabada de porco, etc. A linhagem indígena é intensa com os alimentos oriundos da mandioca como o bolo de mandioca, tapioca e beiju. O consumo da população de tubérculos e raízes nativas, garantem boa nutrição há séculos: inhame, batata doce, cará, macaxeira, etc. Por estar avizinhado da histórica área de produção açucareira, em Limoeiro encontra-se grande variedades de doces artesanais e industriais: cocadas, doces em calda, de leite e das mais variadas frutas, bem como grande variedades de conhecidas iguarias populares de base no açúcar: quindim, lolita, pasteis, brigadeiros, sonhos, etc.

### Música
No município há a Sociedade Musical 25 de setembro, que realiza aulas de músicas para jovens e adultos,  educando musicalmente na cultura popular e inserindo no mercado de trabalho, da qual já saíram vários músicos. Também grandes maestros tiveram passagem, como  Caramuru, Seminha Adolfo, Levino Ferreira e o grande Pepê que até hoje é maestro e mestre da entidade musical na qual mantém viva a cultura de Limoeiro de revelar grandes talentos na arte da música no agreste de Pernambuco
As tradições nordestinas de música e dança são fortíssimas na cidade, destacando o Coco de Roda, a Ciranda e o Forró. Diversos grupos de artistas dessa modalidade popular de festejo cultural fazem parte da história cultual de Limoeiro.

### Eventos
- O segundo sábado do mês de fevereiro, desde 2006, tornou-se o dia do desfile do bloco lírico Flor do Limoeiro, bloco de pau e corda que se caracteriza pela beleza de suas fantasias e pela animação de seus integrantes.
- No dia 10 de fevereiro de 2007, foi às ruas de Limoeiro o bloco Mais Um, da rua Otacílio Fernandes de Lima, e desde então vem se apresentando.
- O Micaeiro (carnaval fora de época de Limoeiro), consolidado no calendário cultural de Pernambuco como o maior evento festivo do interior[carece de fontes?], traz à cidade todos os anos milhares de turistas, movimentando a economia municipal, desde hotéis e restaurantes, a bares e vendedores autônomos. O já tradicional evento sempre movimenta um fim de semana do último trimestre do ano, com infraestrutura montada na Avenida Severino Pinheiro, no centro da cidade. A festa tem sido patrocinada por empresas públicas e privadas. O evento é organizado pela Prefeitura de Limoeiro.
- Festa de São Sebastião realizada no mês de janeiro, no terceiro domingo encerra-se a com a procissão ao mártir da igreja católica, atraindo milhares de turistas e romeiros da região[carece de fontes?].

## Comunicação

### Rádios
- Rádio Cultural FM 96.3 FM
- Rádio Jornal Limoeiro 99.5 FM
- Rádio Novas de Paz 107 FM
- Rádio Princesa do Capibaribe 98.5 FM

### Televisão
- TV Globo Nordeste (Globo)
- TV Jornal Caruaru (SBT)
- TV Clube (Record)
- TV Tribuna (Band)

## Esportes
Na recreação e desporto o município tem a AABB (Associação Atlética Banco do Brasil), o Colombo Sport Club, o Centro Limoeirense e o Clube dos Motoristas.
O único time de futebol profissional da cidade é o Centro Limoeirense, o 3º clube mais antigo do estado de Pernambuco, fundado no dia 15 de Setembro de 1913[carece de fontes?]. A equipe realiza os seus jogos no Estádio José Vareda, popularmente conhecido como Varedão, e atualmente disputa a Série A-2 do Campeonato Pernambucano. Outro clube da cidade foi o Clube Roma de Limoeiro.

## Festas tradicionais
- Festa de São Sebastião
- Festa Junina
- Emancipação Política
- Exposições de animais de Limoeiro
- Vaquejada